# Desa Sendangrejo (administrativ by i Indonesien, Jawa Tengah, lat -7,95, long 110,92)
Desa Sendangrejo är en administrativ by i Indonesien.   Den ligger i provinsen Jawa Tengah, i den västra delen av landet, 500 km öster om huvudstaden Jakarta. Desa Sendangrejo ligger vid sjön Waduk Serbaguna Gajahmungkur.